# 城桐央
城桐 央（しろきり ちか）は、日本のゲームシナリオライター。作詞家としてゲームに関連する楽曲も手がけている。

## 主な作品

### ゲームシナリオ
- リトルバスターズ! （棗鈴シナリオの一部[1]・三枝葉留佳シナリオ・能美クドリャフカシナリオ）
- リトルバスターズ! エクスタシー （棗鈴シナリオの一部[1]・三枝葉留佳シナリオ・能美クドリャフカシナリオ・二木佳奈多シナリオ）
- クドわふたー

### 楽曲
- raison （作詞　『リトルバスターズキャラクターソング "raison / ピクルスをおいしくするつくりかた"』）
- ピクルスをおいしくするつくりかた （作詞　『リトルバスターズキャラクターソング "raison / ピクルスをおいしくするつくりかた"』）
- 星屑 （作詞　『クドわふたー』エンディングテーマ）
- 星守歌 （作詞　『クドわふたー』挿入歌）